# 克尼亞希尼夫卡
48°7′8″N 38°51′23″E / 48.11889°N 38.85639°E
克尼亞希尼夫卡（烏克蘭語：Княгинівка）是位於烏克蘭東部的市級鎮，由盧甘斯克州羅韋尼基區的赫魯斯塔利內市鎮負責管轄。該鎮始建於1784年，面積0.63平方公里，海拔高度100米，2011年人口946，人口密度每平方公里1,501.59人。